# محوطه نایبند
محوطه نایبند مربوط به قرون اولیه اسلامی است و در شهرستان کنگان، بخش عسلویه، دهستان عسلویه، روستای‌هاله واقع شده و این اثر در تاریخ ۸ بهمن ۱۳۸۵ با شمارهٔ ثبت ۱۷۱۱۸ به عنوان یکی از آثار ملی ایران به ثبت رسیده است.